# آبگرمکن بدون تانک

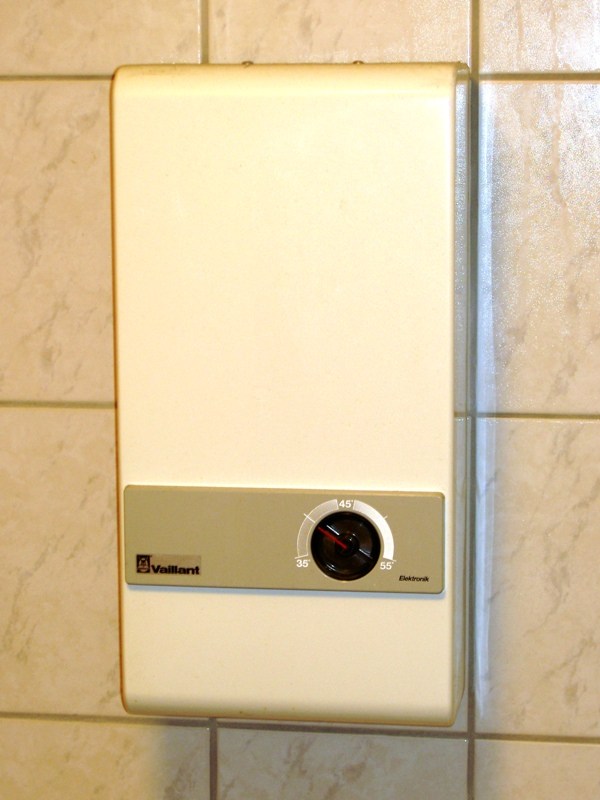
تصویر یک آبگرمکن دیواری به رنگ سفید

آبگرمکن بدون تانک (فرانسوی: Chauffe-eau instantané‎) که در ایران به نام آبگرمکن دیواری شناخته می‌شود، نوعی آبگرمکن است که در لحظه و فوراً آب سرد ورودی به داخل خود را (غالباً از طریق لوله‌های مسی) گرم و سپس برای مصرف به بیرون انتقال می‌دهند.
این نوع آبگرمکن‌ها آبی را در درون خود ذخیره نمی‌کنند. مزیت اصلی آن‌ها تولید مداوم آب گرم است (بر خلاف آبگرمکن‌های مخزن دار که ظرفیت مشخصی دارند) و مصرف کمتر انرژی در بعضی شرایط. عیب اصلی این سیستم هزینه نصب و راه‌اندازی بالا است.

## نحوه عملکرد
در آبگرمکن‌های بدون تانک، آب سرد وارد دستگاه می‌شود و از یک مبدل حرارتی عبور می‌کند که وظیفه گرم کردن فوری آب را دارد. مبدل حرارتی می‌تواند از نوع گازی یا برقی باشد. این فناوری آب گرم را در لحظه تأمین می‌کند و بهره‌وری انرژی را افزایش می‌دهد.

## مزایا
- صرفه‌جویی در فضا: بدون نیاز به مخزن ذخیره‌سازی، این آبگرمکن‌ها فضای کمتری اشغال می‌کنند و برای نصب در مکان‌های کوچک مناسب هستند.
کاهش مصرف انرژی: آبگرمکن‌های بدون تانک، برخلاف آبگرمکن‌های مخزن‌دار، نیازی به نگهداری دمای آب در طول روز ندارند و این امر باعث صرفه‌جویی د
- مصرف انرژی و کاهش هزینه‌ها می‌شود.
آب گرم پیوسته: به دلیل گرمایش در لحظه، این آبگرمکن‌ها می‌توانند به صورت پیوسته آب گرم را تأمین کنند و به مصرف‌کنندگان این امکان را می‌دهند که بدون نگرانی از تمام شدن آب گرم، از آن استفاده کنند.

## معایب
- هزینه اولیه بالا: هزینه خرید و نصب آبگرمکن‌های بدون تانک معمولاً بیشتر از آبگرمکن‌های مخزن‌دار است و نصب این دستگاه‌ها نیاز به تخصص دارد.
- ظرفیت محدود برای تأمین همزمان آب گرم: اگر چندین نقطه مصرف به طور همزمان به آب گرم نیاز داشته باشند، ممکن است دمای آب کاهش یابد، زیرا این دستگاه‌ها ظرفیت محدودی برای تأمین همزمان آب گرم دارند.